# Geijera parviflora
Espèce
Geijera parviflora est une espèce de plantes à fleurs de la famille des Rutaceae (famille des agrumes). C'est un petit arbre ou un arbuste poussant dans les régions intérieures de l'est de l'Australie.
L'arbre a de minces feuilles tombantes, mesurant jusqu'à 18 cm de longueur. Il a d'abord été décrit par John Lindley, un botaniste anglais en 1848. L'épithète spécifique parviflora vient du latin et signifie « petite fleur».
Il peut atteindre 10 mètres de hauteur et a des branches retombantes. Les feuilles sont linéaires à lancéolées et mesurent de 3,5 à 18 cm de longueur et 0,4 à 1 cm de largeur. Elles dégagent une forte odeur lorsqu'on les écrase. [2] Les petites fleurs blanches de ce membre de la famille des agrumes apparaissent entre juin et novembre. [3] Leur odeur est décrite comme fétide et elles attirent les mouches. Des fleurs ont également été décrite comme ayant une forte odeur d'agrumes et attirant les insectes. Les fruits sont globuleux, d'environ 5 mm de diamètre et contiennent des graines noires et luisantes. La reproduction à partir de graines et de boutures fraîches s'est avérée difficile. Il semble que le tégument dur de la graine doive être fissuré pour aider la germination.
Il préfère les sols calcaires mais peut se contenter d'argiles rouges ou de sols sableux, et pousse dans les forêts claires de façon éparse ou occasionnellement en bouquet. On le trouve à l'intérieur de l'Australie, du centre-ouest de la Nouvelle-Galles du Sud et du Queensland au Victoria et en Australie-Méridionale.
C'est un arbre utile par son ombre et pour l'alimentation du bétail dans les zones agricoles. Les moutons apprécient particulièrement de brouter ses branches inférieures, bien que les arbres semblent varier considérablement dans la palatabilité (certains sont très recherchés et d'autres ignorés). La raison de cette variation est inconnue, et la composition du sol en est supposé une cause. Malgré sa croissance lente, il est planté en Australie et outre-mer comme plante ornementale. Il préfère le plein soleil, et peut tolérer de légers gels occasionnels et la sécheresse.
Les Aborigènes australiens mâchaient leurs feuilles aromatiques pour soulager les maux de dents.

## Galerie

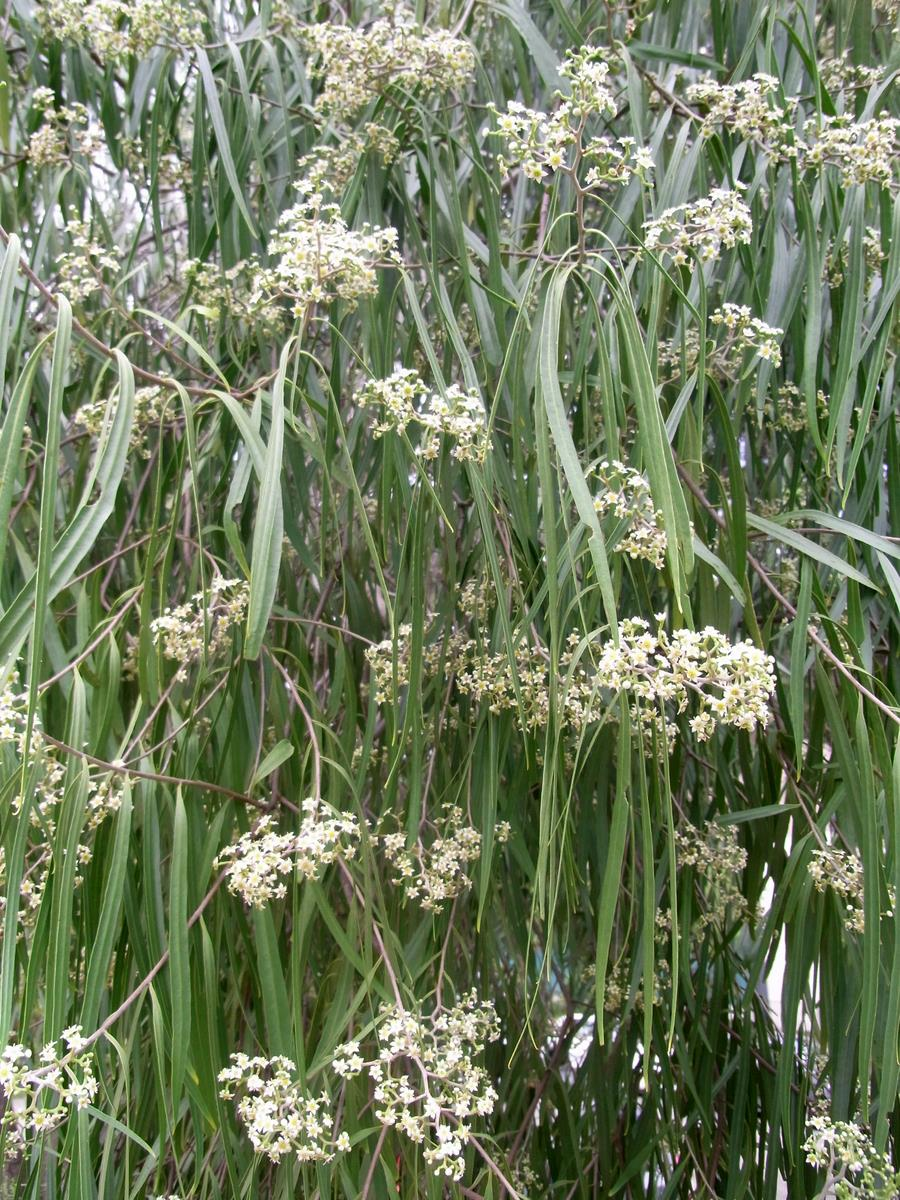
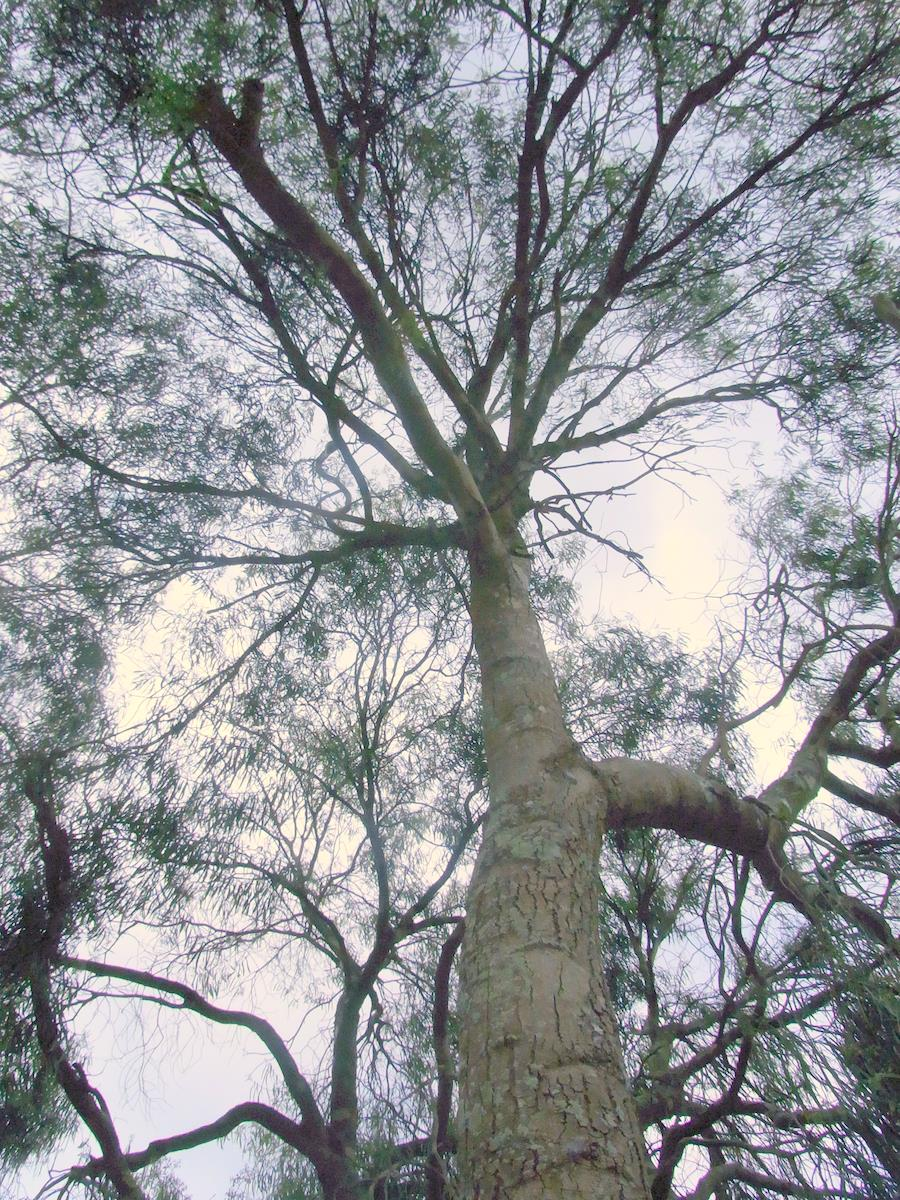
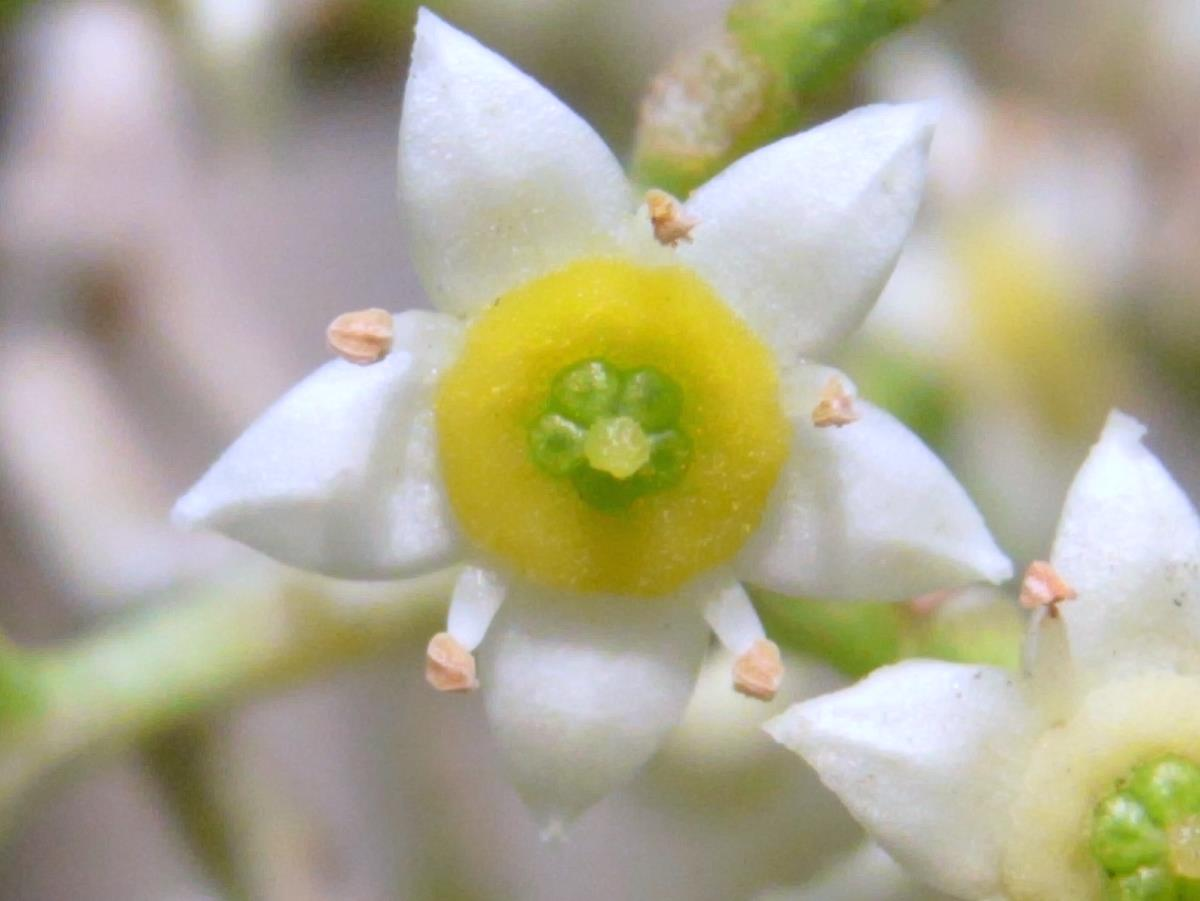
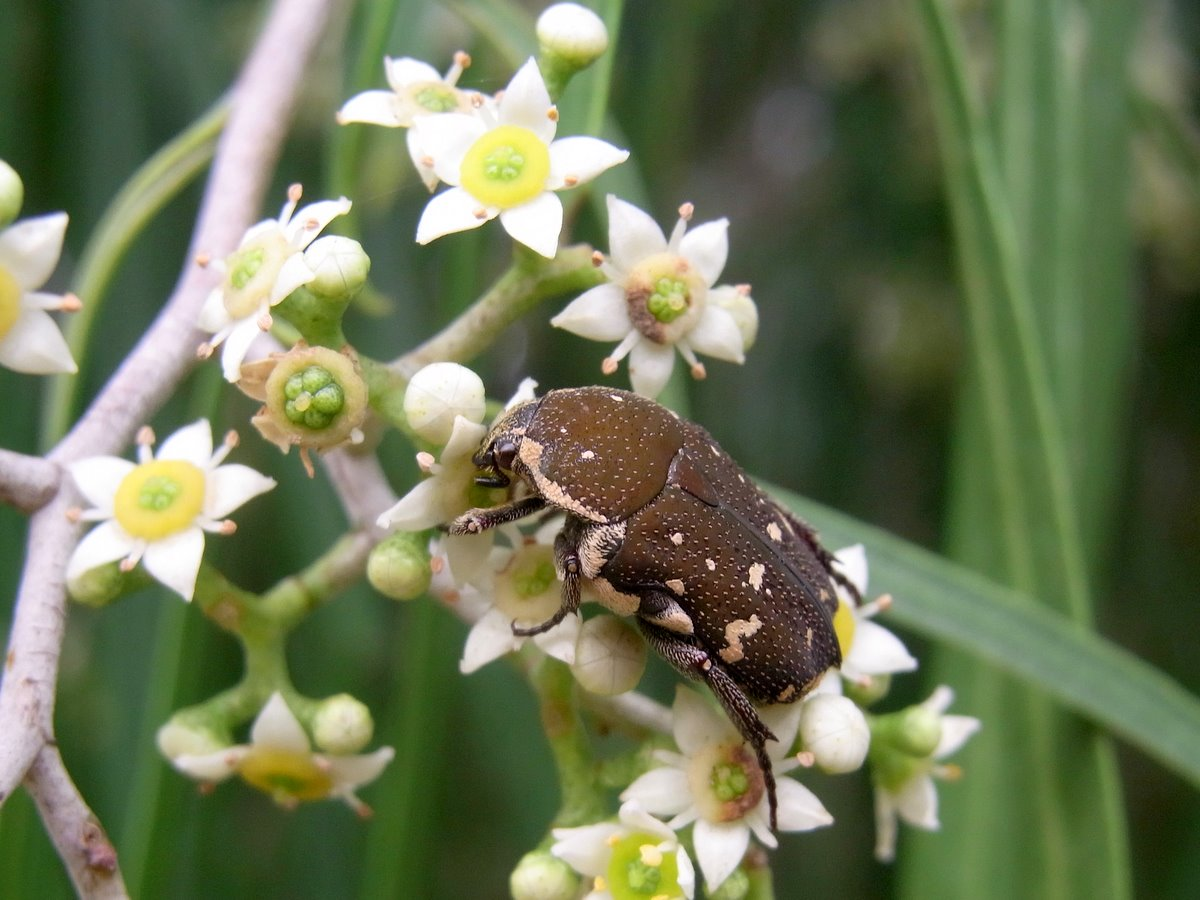

- (en) Cet article est partiellement ou en totalité issu de l’article de Wikipédia en anglais intitulé « Geijera parviflora » (voir la liste des auteurs).